# 愛德華·赫里歐路

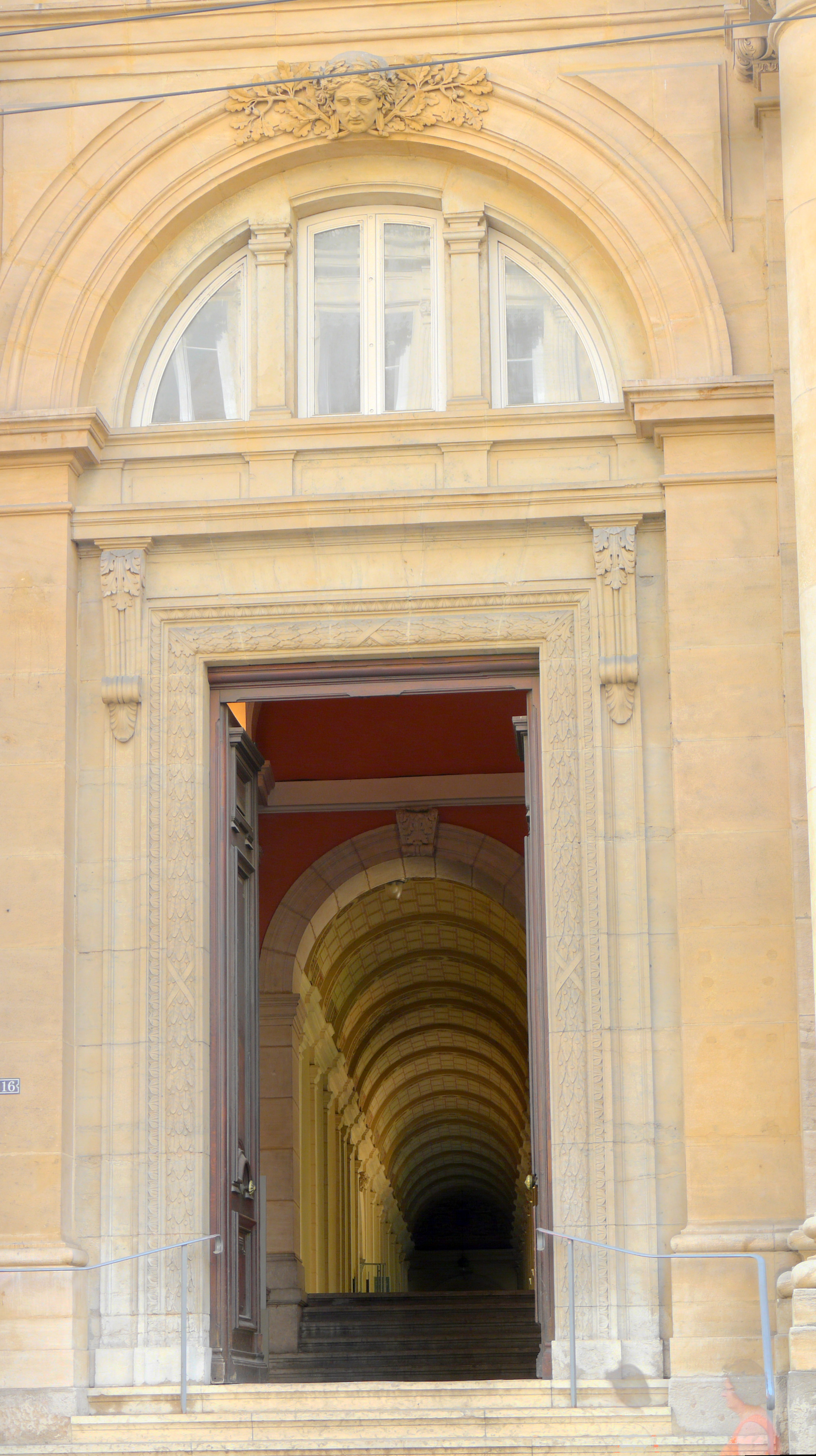
里昂美术馆

愛德華·赫里歐路（Rue Édouard-Herriot）是法国里昂主要的购物街之一，位于半岛部分，连接该市两个最著名的广场：南面的贝勒库尔广场和北面的沃土广场。愛德華·赫里歐路北段属于里昂第一区，但是主要部分属于里昂第二区。在其南段，愛德華·赫里歐路经过雅各宾广场。它属于被联合国教科文组织列为世界遗产的区域。